# Julien-Fernand Vaubourgoin
Julien-Fernand Vaubourgoin (* 29. Dezember 1880 in Bordeaux; † 25. November 1952 ebenda) war ein
französischer Organist, Komponist und Musikpädagoge.
Vaubourgoin studierte am Konservatorium seiner Heimatstadt, wo er sein Leben lang als Organist und Lehrer für Klavier und Orgel, Orchesterleitung, Harmonielehre, Kontrapunkt und Komposition wirkte. Zu seinen zahlreichen Schülern zählten Henri Sauguet, Christian Robert, Henry Barraud, Claude Ballif und sein Sohn Marc Vaubourgoin.
Vaubourgoin komponierte neben kammermusikalischen Werken und Liedern u. a. drei Orgelsinfonien, Opern und Orchesterwerke.

## Werke
- Nitétis, Ballett
- Sonate für Klavier und Cello, 1925
- Les pélerins, 1925
- Mystérieuse nuit, 1930
- Lied, 1921
- Nocturne
- Graciosa, Oper
- Jolivette, Oper
- Pannyre aux talons d'or für Orchester
- Xanthis, für Orchester
- Sonate für Violine und Klavier

| Personendaten    | Personendaten                                       |
| ---------------- | --------------------------------------------------- |
| NAME             | Vaubourgoin, Julien-Fernand                         |
| KURZBESCHREIBUNG | französischer Organist, Komponist und Musikpädagoge |
| GEBURTSDATUM     | 29. Dezember 1880                                   |
| GEBURTSORT       | Bordeaux                                            |
| STERBEDATUM      | 25. November 1952                                   |
| STERBEORT        | Bordeaux                                            |